# 17 ans et Maman
17 ans et Maman (Teen Mom) est une émission de télévision américaine en 169 épisodes de 42 minutes diffusée du 8 décembre 2009 au 28 août 2012 (pour les saisons 1 à 4 sous le titre original) et du 23 mars 2015 au 7 décembre 2021 (dès la saison 5 sous le titre Teen Mom OG) sur MTV.
En France, elle est diffusée sur MTV France, et au Québec à partir du 13 septembre 2011 à MusiquePlus.

## Distribution
| Noms               | 17 ans et Maman | 17 ans et Maman | 17 ans et Maman | 17 ans et Maman | 17 ans et Mamans OG (Team Mom OG) | 17 ans et Mamans OG (Team Mom OG) | 17 ans et Mamans OG (Team Mom OG) | 17 ans et Mamans OG (Team Mom OG) | 17 ans et Mamans OG (Team Mom OG) | 17 ans et Mamans OG (Team Mom OG) | 17 ans et Mamans OG (Team Mom OG) | 17 ans et Mamans OG (Team Mom OG) |           |           |
| Noms               | Saison 1        | Saison 2        | Saison 3        | Saison 4        | Saison 5A                         | Saison 5B                         | Saison 6A                         | Saison 6B                         | Saison 7A                         | Saison 7B                         | Saison 8A                         | Saison 8B                         | Saison 9A | Saison 9B |
| ------------------ | --------------- | --------------- | --------------- | --------------- | --------------------------------- | --------------------------------- | --------------------------------- | --------------------------------- | --------------------------------- | --------------------------------- | --------------------------------- | --------------------------------- | --------- | --------- |
| Farrah Abraham     |                 |                 |                 |                 |                                   |                                   |                                   |                                   |                                   |                                   |                                   |                                   |           |           |
| Maci McKinney      |                 |                 |                 |                 |                                   |                                   |                                   |                                   |                                   |                                   |                                   |                                   |           |           |
| Catelynn Baltierra |                 |                 |                 |                 |                                   |                                   |                                   |                                   |                                   |                                   |                                   |                                   |           |           |
| Amber Portwood     |                 |                 |                 |                 |                                   |                                   |                                   |                                   |                                   |                                   |                                   |                                   |           |           |
| Cheyenne Floyd     |                 |                 |                 |                 |                                   |                                   |                                   |                                   |                                   |                                   |                                   |                                   |           |           |
| Bristol Palin      |                 |                 |                 |                 |                                   |                                   |                                   |                                   |                                   |                                   |                                   |                                   |           |           |
| Mackenzie McKee    |                 |                 |                 |                 |                                   |                                   |                                   |                                   |                                   |                                   |                                   |                                   |           |           |

- Présent pendant les saisons
- Absent pendant les saisons
- Invité pendant les saisons

## Personnages

### Farrah Abraham
Un mannequin en herbe, Farrah Abraham (de Council Bluffs, Iowa) est la mère de Sophia Laurent Abraham, dont le père, Derek Underwood, a été tué dans un accident de voiture le 28 décembre 2008, deux mois avant sa naissance.
En janvier 2010, la mère de Farrah, Debra Danielson, a été accusée de voies de fait dans un tribunal de l'Iowa pour l'avoir battue. À la suite du combat avec sa mère, Farrah et Sophia ont quitté la maison de leur mère.
Elle a commencé à voir un thérapeute pour discuter de sa relation difficile avec sa famille, ainsi que pour gérer ses émotions concernant Derek et sa mort. Farrah finit par prouver à la famille Underwood par un test de paternité que Derek était effectivement le père biologique de Sophia.
Elle fut alors confrontée à un procès intenté par la mère de Derek pour les droits de visite des grands-parents, qui n'ont eu aucun contact avec Sophia. Elle a publié son autobiographie, My Teenage Dream Ended (en) en août 2012. En mai 2013, Vivid Entertainment a sorti une sextape mettant en vedette Farrah ayant des relations sexuelles avec l'acteur pornographique James Deen. Il a été rapporté que Farrah a vendu le film, qui devait être commercialisé comme une vidéo «divulguée», à Vivid Entertainment pour 1,5 million de dollars. Farrah a défendu sa décision de faire et de vendre sa vidéo pornographique, affirmant qu'elle voulait « célébrer son corps impressionnant. »

### Maci McKinney
Maci McKinney (née Bookout, originaire de Chattanooga, Tennessee), la mère de Bentley Cadence Edwards, est décrite par MTV comme l'adolescente qui est populaire, athlétique et qui réussit au lycée. Elle avait des aspirations d'aller à l'université avec ses amis après ses études secondaires, mais ses rêves sont maintenant suspendus alors qu'elle se démène pour prendre soin de Bentley, suivre des cours en ligne à l'université d'état locale et maintenir sa relation avec Ryan, le père de Bentley. Maci est fatiguée que Ryan ne l'aide pas plus à jongler avec la parentalité, l'école et le travail. Elle a déclaré que la raison pour laquelle elle a participé à l'émission était parce qu'elle voulait faire passer un message positif et a déclaré : « Je voulais juste montrer aux filles à quel point c'était difficile d'être une mère adolescente. ». Elle est retournée à l'université après avoir abandonné ses cours en ligne et elle se spécialise maintenant en journalisme et espère écrire un livre sur son expérience : 16 ans et Enceinte. Elle parle également dans les lycées locaux des défis de la grossesse chez les adolescentes.
En décembre 2014, Maci a annoncé qu'elle attendait son deuxième enfant, une fille, avec son petit ami de deux ans, Taylor McKinney, attendu en juin 2015. Elle a donné naissance à leur fille, Jayde Carter, le 29 mai 2015. En février 2016, Bookout a révélé qu'elle attendait son troisième enfant, un deuxième fils nommé Maverick Reed, avec Taylor McKinney. Taylor a fait sa demande en mariage le 31 mai 2016. Maci a épousé Taylor McKinney le 8 octobre 2016.

### Catelynn Baltierra
Catelynn Lowell Baltierra (de Marine City, Michigan) est la mère biologique de Carolynn Elizabeth « Carly ». Décrite comme une lycéenne intelligente et drôle, elle lutte pour retourner à sa vie normale après sa décision émotive de placer Carly à l'adoption. Catelynn est dans la partie intégrante de l'émission, laissant savoir aux futures mamans adolescentes qu'il existe des options. Elle démontre que l'on peut continuer après être devenue une « mère biologique », et être complètement mûre et altruiste en choisissant des parents pour son bébé par l'adoption. Les parents adoptifs de Carly sont Brandon et Theresa. Catelynn retourne à la maison avec ses parents, mais apprend que sa mère et son beau-père, qui est aussi le père de son petit ami Tyler, n'ont toujours pas accepté sa décision de placer sa fille en adoption. Pendant la saison, Catelynn se réconcilie avec sa mère biologique, s'installe avec Tyler et sa mère quand sa mère et son beau-père emménagent dans un appartement d'une autre ville, et se fiancent à Tyler. Elle et Tyler ont tous les deux des tatouages en l'honneur de leur fille.
Lowell a donné naissance à leur deuxième fille, Novalee Reign « Nova », le 1er janvier 2015. Le couple s'est marié le 22 août 2015.

### Amber Portwood
Amber Portwood (née à Orlando, Floride) est la mère de Leah Leann Shirley. Le voyage d'Amber dans la parentalité a été difficile. Elle se bat pour Leah et reste avec son fiancé Gary. Elle était une fêtarde auto-déclarée mais découvre maintenant qu'elle a peu de temps pour faire autre chose que de prendre soin de Leah. Amber a abandonné le lycée quand elle a découvert qu'elle était enceinte mais travaille maintenant pour obtenir son GED (l'équivalent du baccalauréat aux États-Unis après avoir quitté le système scolaire). Elle a beaucoup de problèmes avec le père de son bébé, Gary. Ces problèmes ont conduit à la violence physique devant son enfant, Leah, y compris un incident où Amber le bat si sévèrement qu'il est laissé avec des cicatrices permanentes. Amber est finalement arrêtée pour violence domestique contre Gary. Elle a eu une sœur plus jeune, Candace, qui est morte du syndrome de la mort subite du nourrisson quand Amber avait 5 ans. En juin 2012, Amber purgeait une peine d'emprisonnement de cinq ans, résultat d'une arrestation en décembre 2011 pour possession de drogue et non-exécution d'un programme de réadaptation ordonné par le tribunal. Le 4 novembre 2013, elle a été libérée de l'établissement correctionnel de Rockville, en Indiana (quatre ans plus tôt).
Au cours du tournage, Portwood s'est fiancée à Matt Baier, auteur et ancien DJ. À l'origine, le mariage était prévu pour le 10 octobre 2016, cependant, les plans de mariage ont été suspendus quand il a été révélé que, à l'insu de Portwood, Baier avait plusieurs enfants par différentes femmes et avait pris du retard sur les pensions alimentaires pour enfants et qu'il était allé à la rencontre de ses camarades Farrah Abraham et Jenelle Evans avant de prendre contact avec Portwood,. Le couple s'est réconcilié et une nouvelle date a été fixée pour le 13 octobre 2017. Portwood a dit qu'elle inviterait toutes les stars de 17 ans et Maman et les très unique 17 ans et Maman 2 et 17 ans et maman OG.
Portwood a rencontré Baier sur Twitter en 2014 et elle dit « elle lui a fait passer un test pour voir s'il l'aimait vraiment, et pas seulement parce qu'elle était à la télé». Les deux Portwood et Baier ont un amour de la musique et des problèmes d'addiction passés en commun, selon Portwood. Lors de l'examen de 2016 avec le Dr Drew, Ambers Portwood annonce qu'elle et son ex-fiancé, Gary, ont accepté de partager la moitié de la garde de leur fille Leah, âgée de sept ans.

## Émissions
| Saison | Saison | Émission | Émission | États-Unis       | États-Unis        |
| Saison | Saison | Émission | Émission | Début de saison  | Fin de saison     |
| ------ | ------ | -------- | -------- | ---------------- | ----------------- |
|        | 1      | 10       | 10       | 8 décembre 2009  | 26 janvier 2010   |
|        | 2      | 14       | 14       | 20 juillet 2010  | 12 octobre 2010   |
|        | 3      | 14       | 14       | 5 juillet 2011   | 20 septembre 2011 |
|        | 4      | 14       | 14       | 12 juin 2012     | 28 août 2012      |
|        | 5      | 20       | 10       | 23 mars 2015     | 25 mai 2015       |
|        | 5      | 20       | 10       | 4 janvier 2016   | 22 février 2016   |
|        | 6      | 27       | 15       | 22 août 2016     | 28 novembre 2016  |
|        | 6      | 27       | 12       | 17 avril 2017    | 26 juin 2017      |
|        | 7      | 30       | 18       | 27 novembre 2017 | 9 avril 2018      |
|        | 7      | 30       | 12       | 1er octobre 2018 | 17 décembre 2018  |
|        | 8      | 24       | 12       | 10 juin 2019     | 19 août 2019      |
|        | 8      | 24       | 12       | 17 mars 2020     | 2 juin 2020       |
|        | 9      | 24       | 12       | 26 janvier 2021  | 13 avril 2021     |
|        | 9      | 24       | 12       | 7 septembre 2021 | 23 novembre 2021  |

## Critiques et réceptions
En 2016, une étude du New York Times sur les 50 émissions télévisées ayant le plus de fans sur Facebook a révélé que 17 ans et Maman était « le plus populaire dans les régions rurales du Kentucky et moins populaire à New York. 94 % des « j'aime » viennent des femmes, juste après Pretty Little Liars ».